# Чечельницкая поселковая община
Чечельницкая поселковая община (укр. Чечельницька селищна територіальна громада) — территориальная община в Гайсинском районе Винницкой области Украины. Административный центр — пгт Чечельник.

## История
Образована 25 октября 2020 указом Кабинета министров Украины путем объединения Чечельницкого поселкового совета и 10 сельских советов Чечельницкого района.

## Населенные пункты
В составе общины 16 сел и 1 пгт.
- пгт Чечельник (административный центр)
- село Анютино
- село Белый Камень
- село Бондуровка
- село Бритавка
- село Васильевка
- село Вербка
- село Дохно
- село Жабокричка
- село Каташин
- село Куреневка
- село Луги
- село Новоукраинка
- село Попова Гребля
- село Рогозка
- село Тарасовка
- село Тартак